# Santa Bárbara (Nariño)
Pour les articles homonymes, voir Santa Barbara.
Santa Bárbara également appelée Santa Barbara de Iscandué est une municipalité située dans le département de Nariño en Colombie.